# Ferdinand Gallas
Ferdinand Gallas (18. července 1900 Plzeň – 12. února 1945 Drážďany) byl český knihkupec a protinacistický odbojář.

## Život
Ferdinand Gallas se narodil 18. července 1900 v Plzni v rodině sluhy Obchodní a živnostenské komory Adolfa Gallase a jeho manželky Barbory. Vyučil se knihkupcem. Po smrti matky a poté, co se jeho otec znovu oženil, zareagoval v roce 1925 na inzerát knihkupectví Malý & Patka ze Zábřehu a odešel na severozápadní Moravu. Kromě práce pro svého zaměstnavatele se zapojil do veřejného života ve městě. Byl členem Sokola a v roce 1929 režíroval sokolské ochotnické divadlo. Oženil se a stal se otcem dcery. Mezi lety 1929 a 1932 pracoval v nově zřízené pobočce knihkupectví v Púchově, v roce 1932 došlo k jejímu uzavření z důvodu špatných hospodářských výsledků a k návratu rodiny do Zábřehu. Po Mnichovské dohodě a odstoupení pohraničí nacistickému Německu na podzim 1938 se Zábřeh dostal na odstoupené území. Knihkupectví i Ferdinand Gallas se přesunuli do Loštic, protože se stali z důvodu své pročeskosti na říšském území nežádoucí. V Lošticích pokračovali v činnosti. Manželka s dcerou zůstaly v Zábřehu a Ferdinand Gallas za nimi dojížděl, během čehož pašoval přes československou a od března 1939 protektorátní hranici české tiskoviny. Též začal produkovat ilegální tisky, ve kterých publikoval pod značkou Sirius. Přesto, že se snažil své aktivity maskovat jako obyčejnou šmelinu s literaturou, německé úřady pohrozily Gallasově manželce, že se musí buď rozvést nebo vystěhovat z říšského území. Manželé se domluvili na rozvodu, protože Ferdinand Gallas nechtěl svou ženu s dcerou ohrožovat. V roce 1943 byl Ferdinand Gallas po vzniku odbojové organizace Národní sdružení československých vlastenců ustanoven vedoucím skupiny a okrsku VIII v Lošticích. V březnu 1944 byl společně se svým zaměstnavatelem Václavem Patkou zatčen gestapem. Vězněn byl Olomouci, Šumperku, Breslau a Drážďanech ve věznici Matylda.

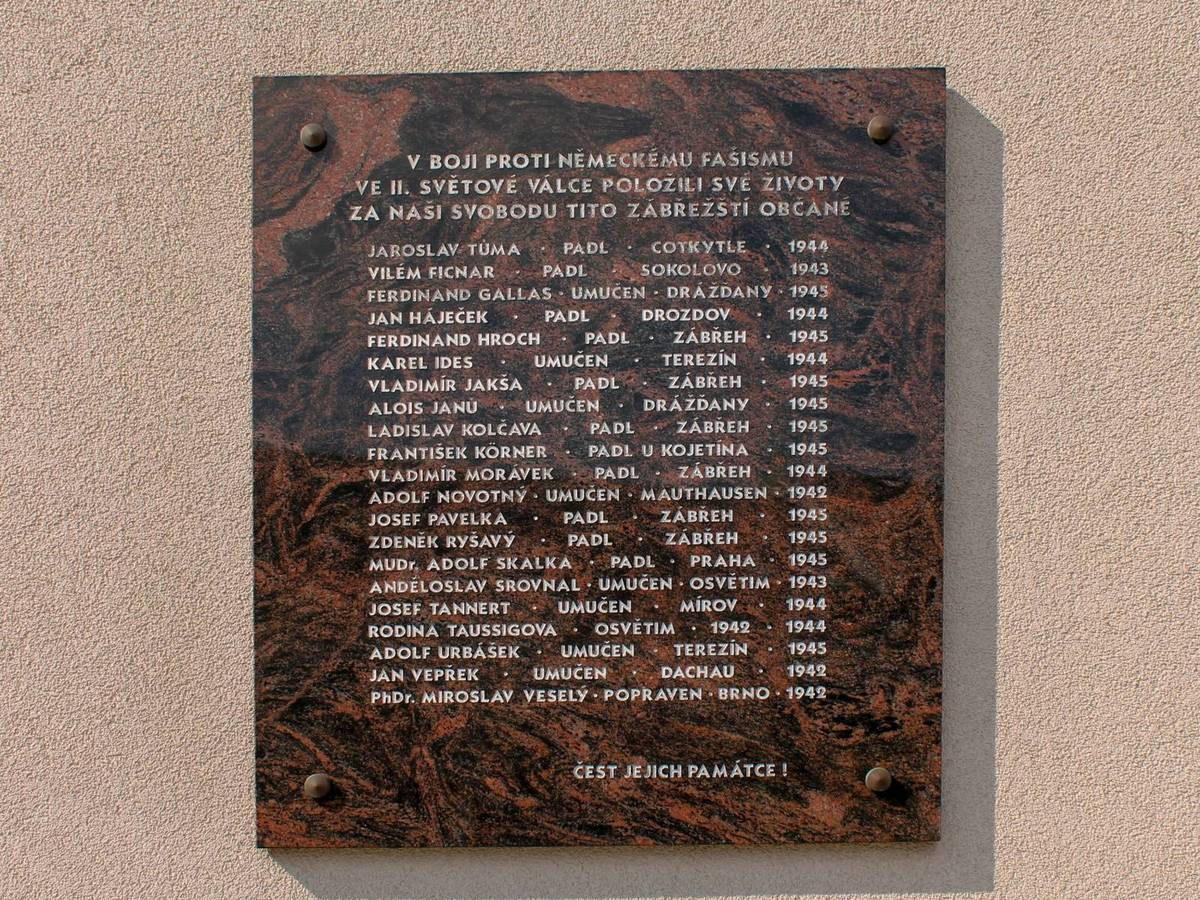
Pamětní deska obětem fašismu na budově městské knihovny v Zábřehu

Během bombardování Drážďan v únoru 1945 byla věznice, ve které byl Ferdinand Gallas držen, zasažena pumou. O jeho osudech podali spoluvězni rozporná svědectví a proto byl do konce roku 1947 pokládán za nezvěstného. Jako úřední datum úmrtí byl stanoven den 12. února 1945.[zdroj?]